# Мюлхайм ан дер Рур
 Тази статия е за града в Северен Рейн-Вестфалия.  За града в Баден-Вюртемберг вижте Мюлхайм (Баден-Вюртемберг).  
Мюлхайм ан дер Рур (на немски: Mülheim an der Ruhr) е голям град във федерална провинция Северен Рейн-Вестфалия, Германия със 169 278 жители (към 31 декември 2015). Намира се на река Рур, в градската агломерация Рур между граничещите главни центрове Дуйсбург и Есен и близо до столицата Дюселдорф.
Разположен е на надморска височина между 40 m. Площта на Мюлхайм е 91,28 km².

## История
Споменат е за пръв път в документ през 1093 г. като Mulinhem. Името означава наличие на мелници. В града се намира дворецът замък Бройх от епохата на Каролингите. През 1808 г. получава правата на град.

## Побратимени градове
- Дарлингтън (Англия)
- Тур (Франция)